# Antoni, Joan i Eustaci de Vílnius
Antoni i Joan eren dos nobles germans lituans, i Eustaci llur cosí (Vílnius, Gran Ducat de Lituània, començament del segle xiv - 1347), que convertits al cristianisme ortodox moriren com a màrtirs per no abjurar-ne. Són venerats com a sants en l'Església ortodoxa.

## Biografia i llegenda
En casar-se el gran duc Algirdas de Lituània (1345-1377) amb la princesa ortodoxa Maria Jaroslavna (m. 1346), va acceptar de permetre la difusió del cristianisme ortodox a les seves terres, encara majoritàriament paganes, i ell mateix acceptà de batejar-se i manà erigir una església ortodoxa a Vílnius.
El cap de la comunitat cristiana ortodoxa, Nèstor, va convertir dos germans nobles, Nezhilo i Kumets, que foren batejats com a Antoni i Joan. En morir la duquessa, Algirdas, pressionat pels sacerdots pagans, els tornà a donar suport i començà a perseguir els cristians. Joan i Antoni, sense proclamar la seva nova fe, no tornaren als ritus pagans i no en seguien els costums: no tallaven els seus cabells com feien els pagans o feien dejuni alguns dies. Això provocà les sospites del duc, que els interrogà; en confessar que eren cristians i en refusar de menjar carn un dia de dejuni, foren empresonats.
Després d'un any a la presó, Joan temé per la seva vida i digué que obeiria les ordres del duc. Aquest alliberà els germans, però Antoni tornà a negar-se a menjar carn el dia de dejuni i tornà a la presó, on fou torturat. Joan quedà lliure, però fou tingut per traïdor tant pels cristians com pels pagans. Penedit, Joan anà a veure el prevere Nèstor i es confessà; al mateix duc li digué en privat que volia ser cristià, i el duc li contestà que podia creure en el cristianisme, però que es comportés com un pagà en públic. Malgrat això, Joan proclamà la seva fe davant la cort reunida; fou colpejat i enviat a la presó, on es retrobà amb Antoni.
Molta gent, impressionada per l'actitud dels germans, anava a veure'ls a la presó i ells els parlaven del cristianisme, aconseguint moltes conversions. Els sacerdots pagans demanaren llavors al duc que executés els germans. El gran duc hi accedí, però només manà executar Antoni, pensant que Joan tornaria a abjurar de la fe. El dia 14 d'abril (segons el calendari ortodox, el 27 d'abril segons el gregorià) de 1347, els dos germans combregaren i Antoni fou conduït al patíbul i penjat d'un roure.
Joan continuà predicant a la presó, aconseguint nombroses conversions fins que els pagans assaltaren el lloc i escanyaren el jove, penjant-ne després el cos del mateix roure que el seu germà, el 24 d'abril.

### Eustaci
Kruglas, cosí dels dos i també cortesà del gran duc, quedà impressionat per la fortalesa dels seus cosins i va voler fer com ells, fent-se batejar per Nèstor i prenent el nom d'Eustaqui. Molt apreciat pel duc, ben plantat i intel·ligent, començà a predicar el cristianisme i la doctrina de l'Església Ortodoxa Russa. Quan el jove, com els seus cosins, refusà de trencar el dejuni quan li ho ordenà el duc, aquest ordenà de torturar-lo, però Eustaqui no cedí. Fou despullat i deixat al pati en ple desembre, fent-li beure aigua gelada, i el duc manà de trencar-li tots els ossos des dels peus als genolls, arrencar-li el cuir cabellut i tallar-li les orelles i el nas.
Malgrat tot, Eustaqui no cedia i continuava predicant als que el visitaven, provocant la conversió d'alguns torturadors. Segons la llegenda, tot i tenir les cames trencades, va caminar sol fins al roure on havia de ser penjat, com els seus cosins, el 13 de desembre de 1347.
El duc, afectat per les mostres de valor dels tres màrtirs, tornà a la pràctica del cristianisme i al final de la seva vida es feu monjo. Els seus dotze fills foren cristians i en acabar el segle, la meitat de la població de Vílnius s'havia convertit a l'ortodòxia.

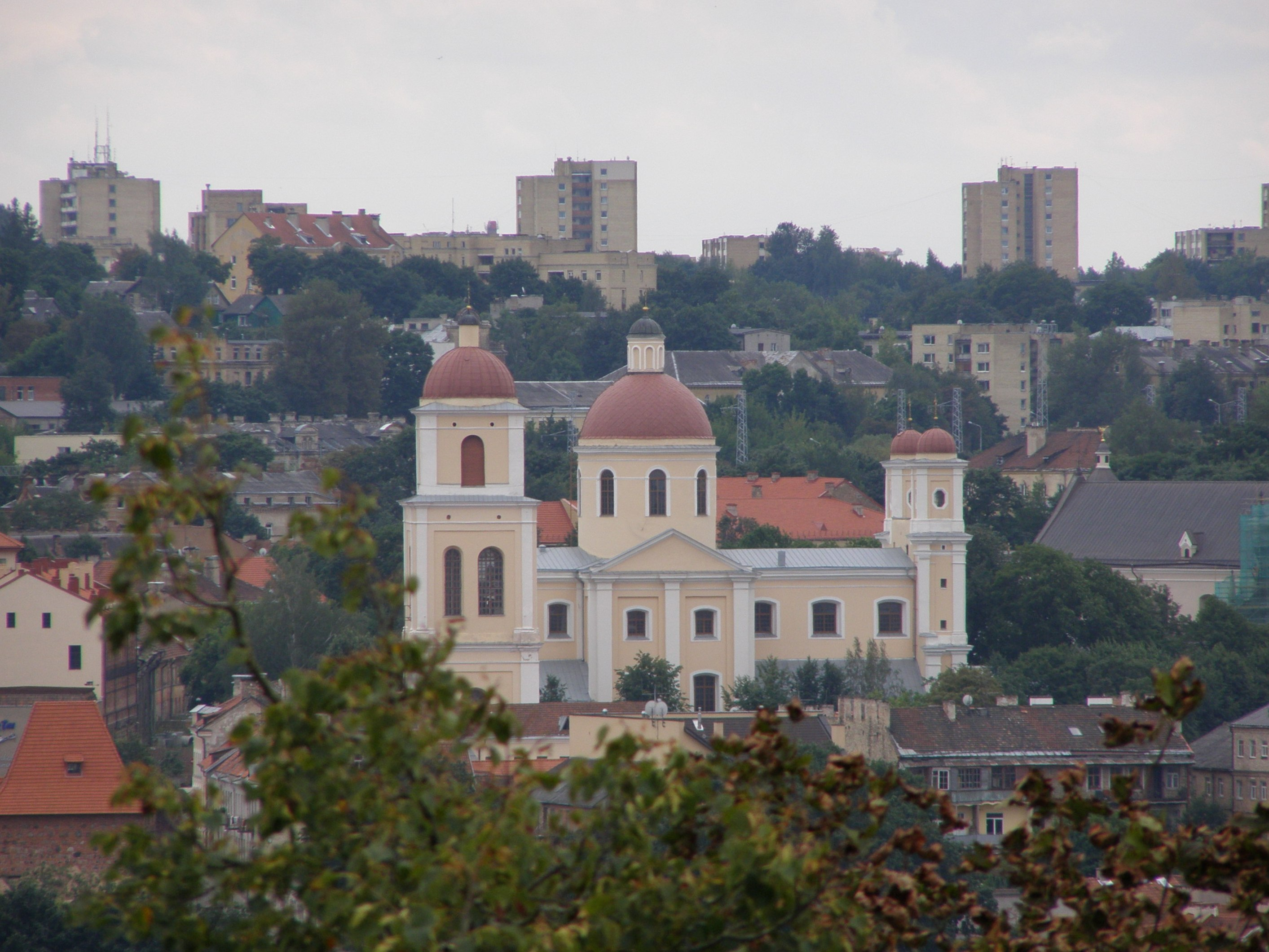
Església del Sant Esperit de Vilnius
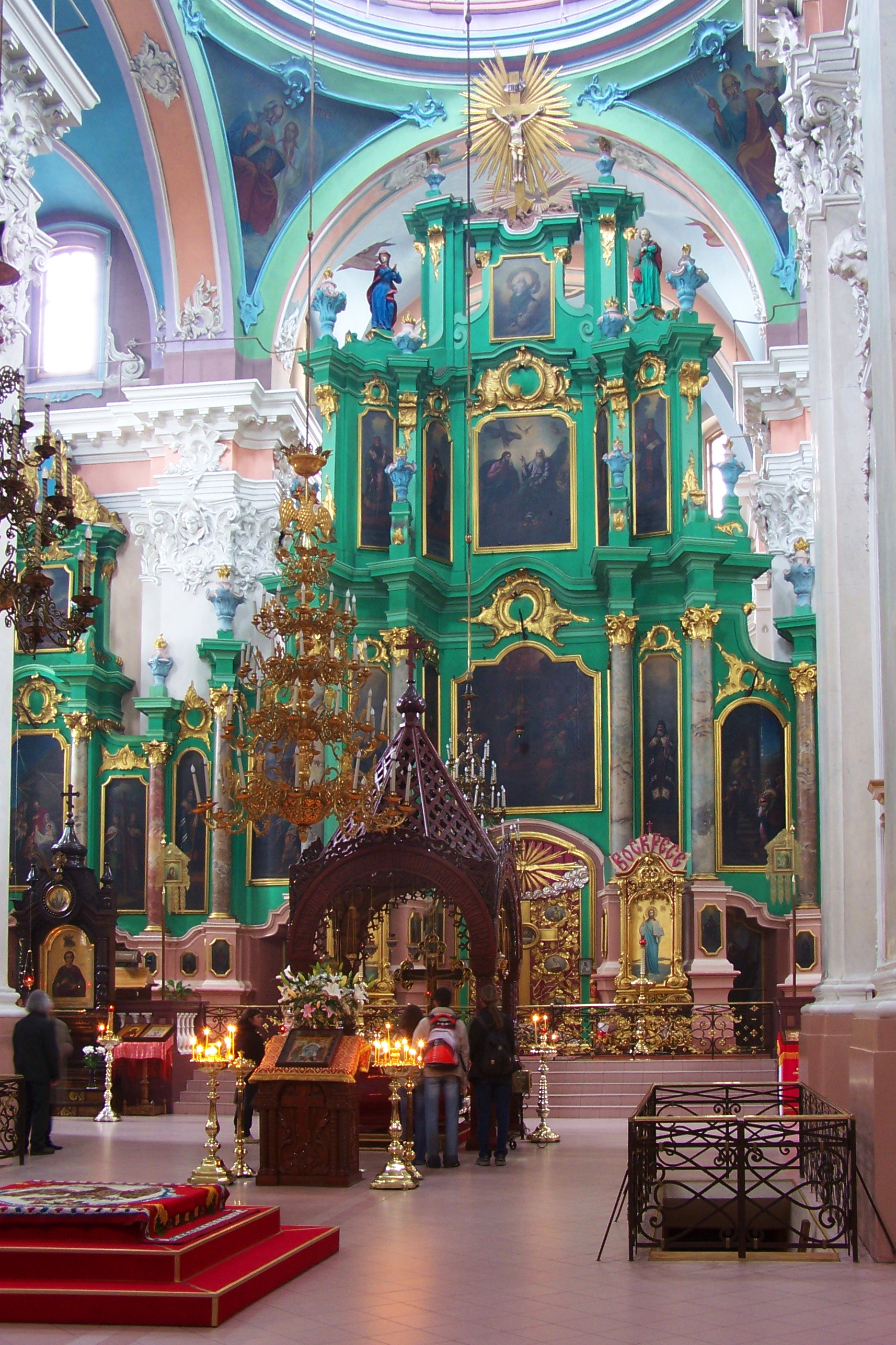
Església del Sant Esperit; al centre, el baldaquí amb les relíquies
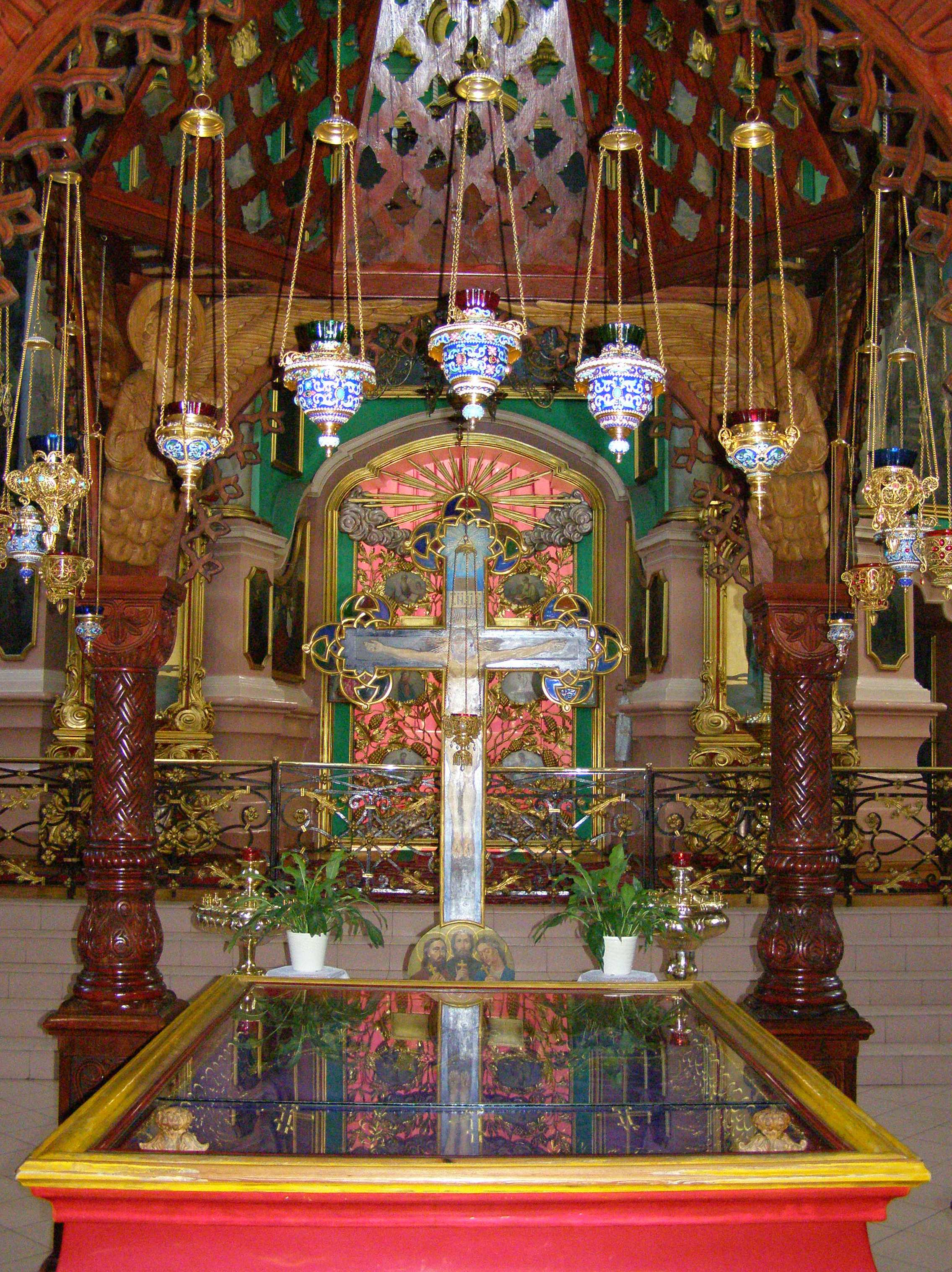
Capella de les relíquies
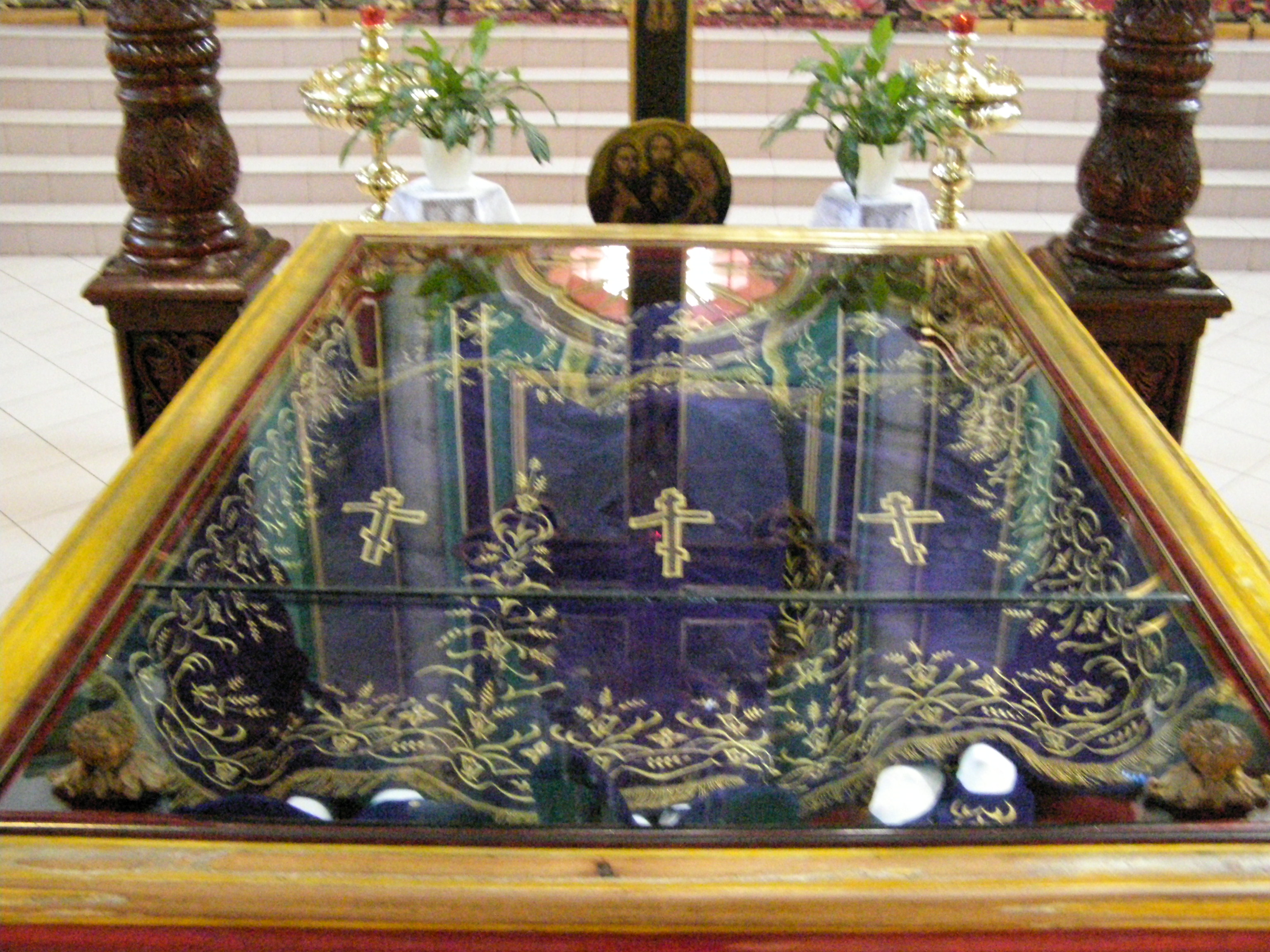
Relíquies dels tres sants

## Veneració
Els dos germans foren sebollits a l'església de Sant Nicolau de Vílnius, i el roure on havien estat penjats fou considerat com un arbre sagrat i en el lloc s'edificà una església dedicada a la Santíssima Trinitat, i amb la fusta del roure se'n construí l'altar. El seu cosí Eustaqui fou enterrat vora els cossos d'Antoni i Joan, fins que els tres foren portats a l'església de la Trinitat, avui del Sant Esperit. Les relíquies es trobaren incorruptes i en 1364 el patriarca Filoteu de Constantinoble (1354-1355, 1364-1376) envià unes relíquies dels màrtirs a Sant Sergi de Ràdonej. El 1918, les restes foren enviades a Moscou per protegir-les dels atacs dels nazis, fins que tornaren al seu lloc el 1946.
El mateix 1347, el patriarca Aleix de Moscou va introduir la seva memòria en la litúrgia, i els tres foren canonitzats pel concili de 1549; l'Església ortodoxa marcà la celebració dels tres màrtirs el 14 d'abril.